# إنغريد لو
إنغريد لو (بالإنجليزية: Ingrid Law)‏ (1 مايو 1970، نيويورك في الولايات المتحدة)؛ روائية أمريكية.

## روابط خارجية
- إنغريد لو على موقع ميوزك برينز (الإنجليزية)